# Dąb ostrolistny

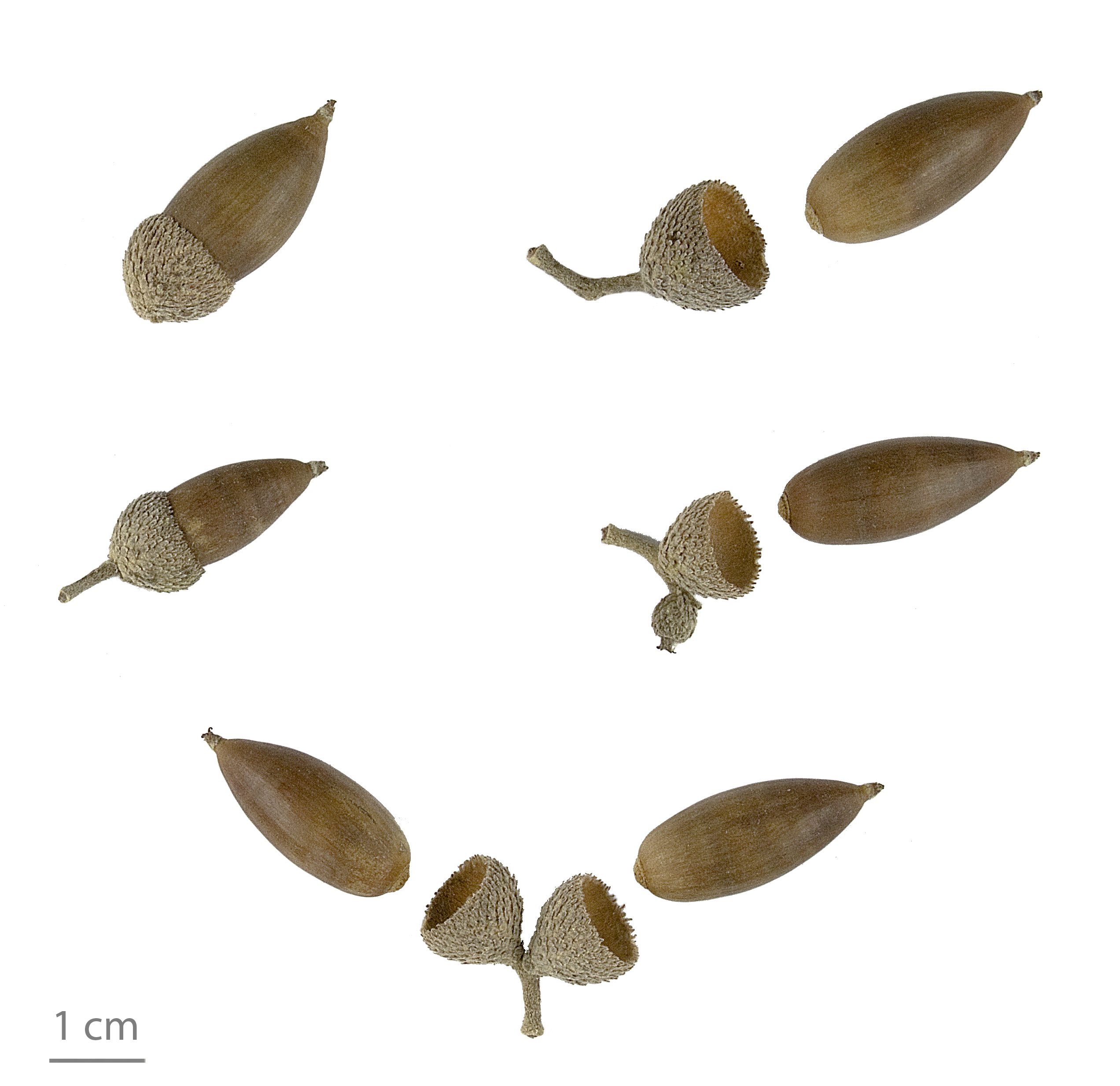
Quercus ilex

Dąb ostrolistny (Quercus ilex L.) – gatunek zimozielonego drzewa liściastego z rodziny bukowatych (Fagaceae). Pochodzi z obszaru śródziemnomorskiego.

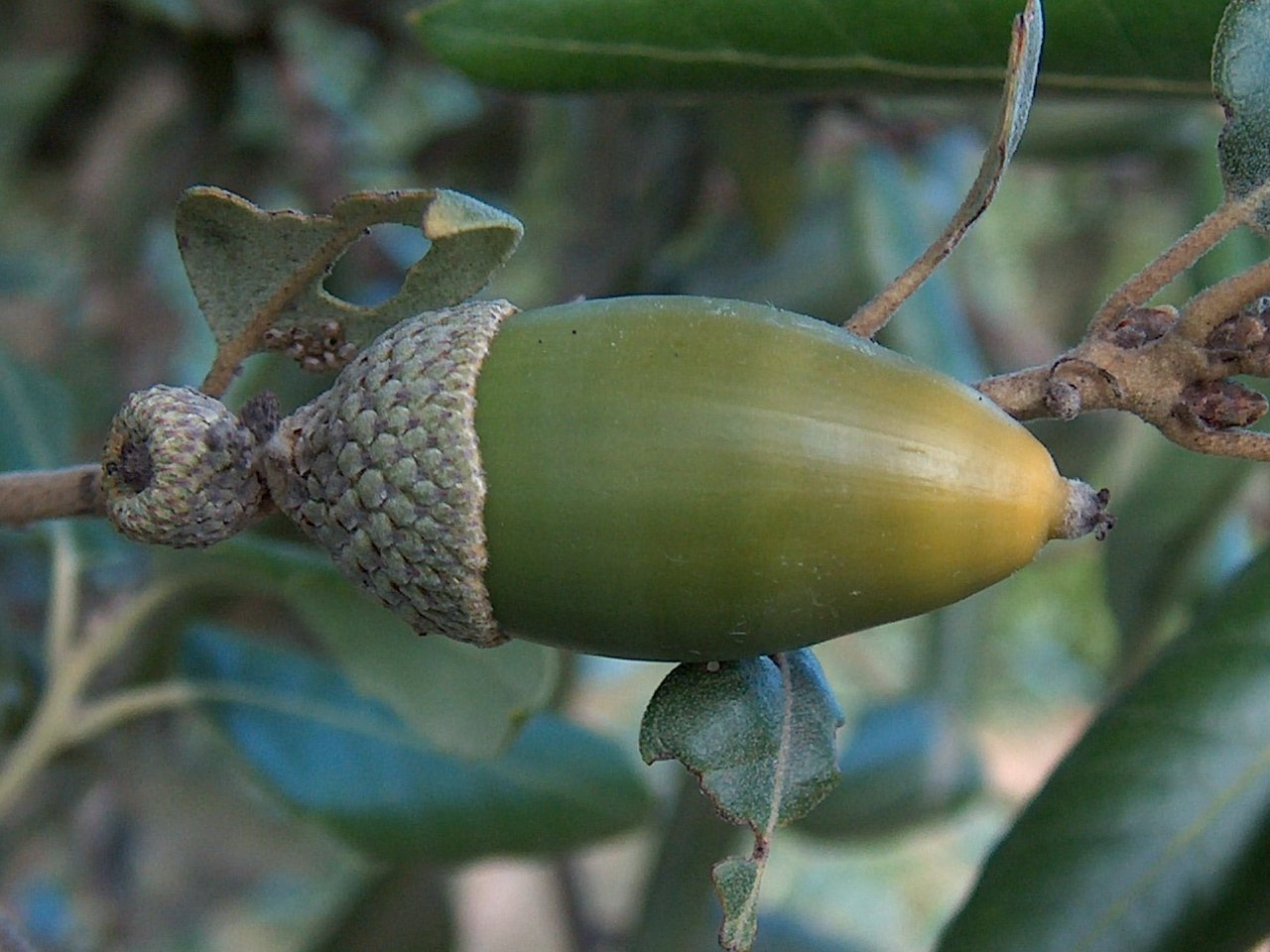
Żołądź

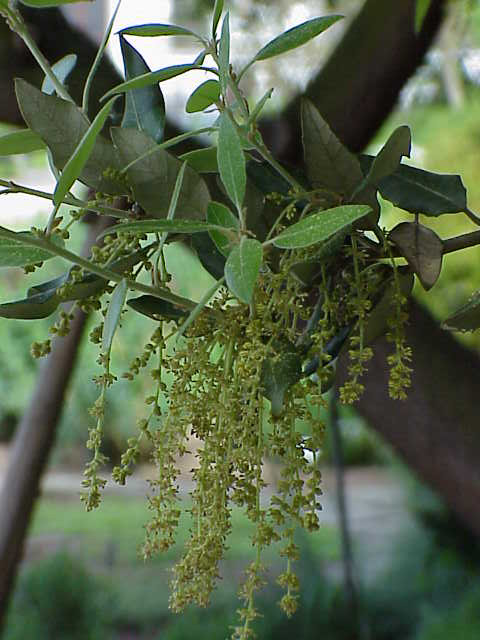
Męskie kotki

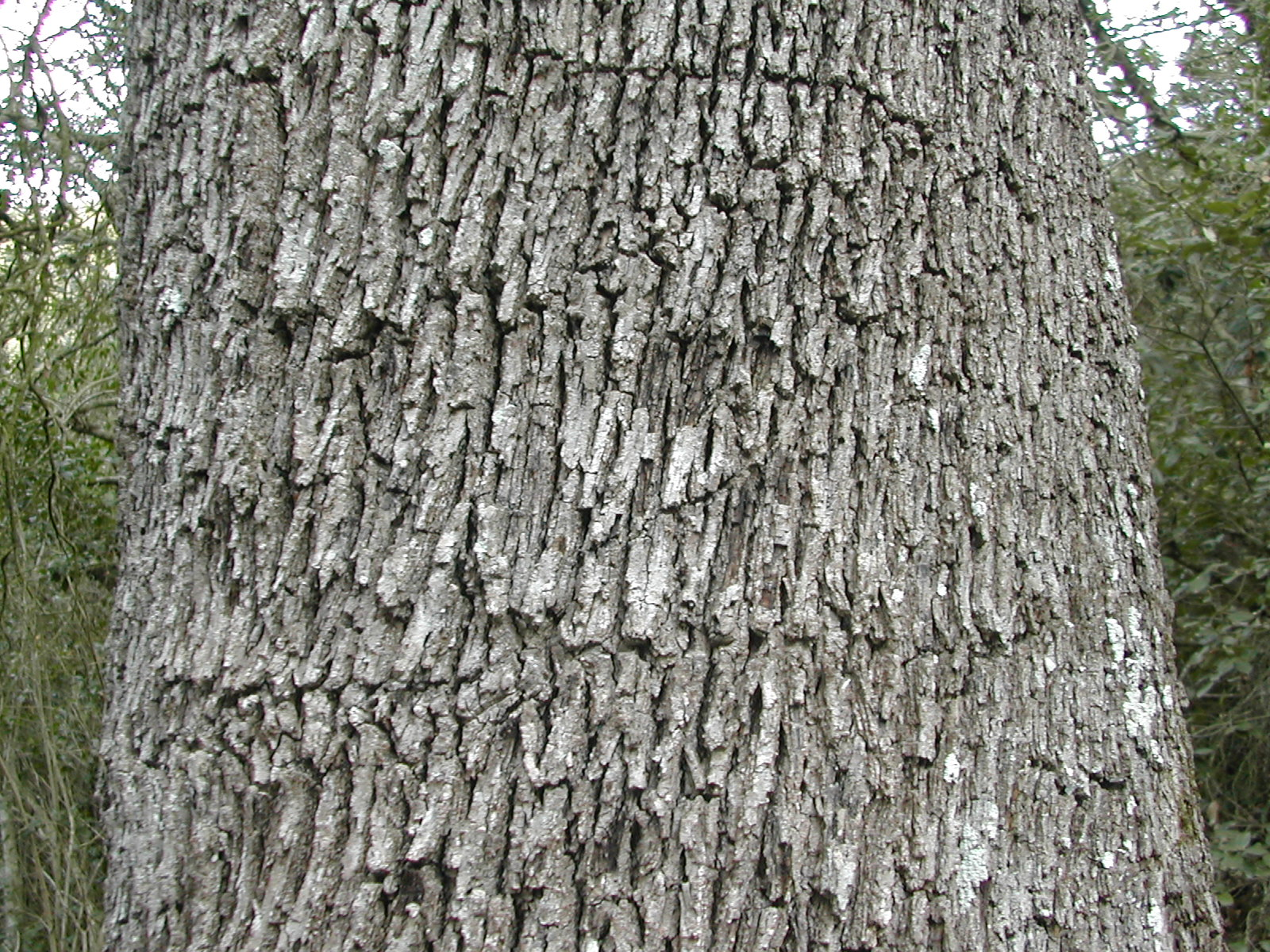
Kora

## Morfologia
PokrójKorona owalna, rozłożysta, gęsta. Osiąga do 25 m wysokości.
PieńProsty i krępy. Kora szorstka, szarobrązowa, dzieląca się na płytkowate powierzchnie.
LiścieSkórzaste o zmiennych kształtach: owalne, zaostrzone, mają brzegi całobrzegie, pofałdowane, do spiczasto ząbkowanych. Także różnią się rozmiary liści tego dębu, największe mają do 7 cm długości. Z wierzchu są błyszczące, ciemnozielone, a od spodu białawo owłosione.
Kwiatykwiaty męskie zebrane w kotki, żeńskie na krótkich szypułkach, rosną pojedynczo lub w grupach. Kwitnie od czerwca do lipca.
OwoceŻołędzie mające do 3 cm długości, dojrzałe są koloru ciemnobrązowego. Prawie do połowy tkwią w miseczce z gęsto ułożonych łusek.

## Biologia i ekologia
Występuje do wysokości 600 m n.p.m., a w Apeninach do 1500 m n.p.m. Lubi suche gleby.

## Zastosowanie
- Drewno tego dębu jest odporne na gnicie i szkodniki, ale jest też trudne w obróbce, dlatego jego wykorzystanie jest ograniczone
- Ze względu na pozbawione taniny żołędzie, ceniony był w sztuce kulinarnej jako nadający się do spożycia na surowo[5].